# Inversão de Brunhes–Matuyama
Inversão de Brunhes-Matuyama, nomeada em homenagem a Bernard Brunhes e Motonori Matuyama, foi um evento geológico ocorrido há aproximadamente 781 mil anos, quando o campo magnético da Terra sofreu a última reversão. As estimativas variam quanto à rapidez da reversão. Um artigo de 2004 estimou que demorou vários milhares de anos; um artigo de 2010 estimou que ocorreu mais rapidamente, talvez durante uma vida humana; um artigo de 2019 estimou que a reversão durou 22 mil anos.
A duração aparente em qualquer local específico pode variar em uma ordem de magnitude, dependendo da latitude geomagnética e dos efeitos locais dos componentes não dipolares do campo da Terra durante a transição.
A reversão Brunhes-Matuyama é um marcador para a Global Boundary Stratotype Section and Point (GSSP) que define a base do Estágio Chibaniano e da Subsérie do Pleistoceno Médio na seção de Chiba, Japão, que foi oficialmente ratificada em 2020 pela União Internacional de Ciências Geológicas.
Existe uma teoria altamente especulativa que conecta este evento de reversão à grande área de dispersão da Australásia (c. 790 mil anos atrás). Somando-se aos dados está o grande evento de impacto africano de Bosumtwi (cerca de 1,07 milhão de anos atrás) e a posterior reversão de Jaramillo (cerca de 1 milhão de anos atrás), outro par de eventos que não passou despercebido.